# آرین مندی
آرین مندی (به انگلیسی: Arienne Mandi) بازیگر اهل ایالات متحده آمریکا است که بیشتر برای ایفای نقش دنی نونیز در حرف ال: نسل کیو شناخته شده‌است.

## حرفه
مندی در نمایش‌های ان‌سی‌آی‌اس، هاوایی فایو-زیرو، کارآموزان، ان‌سی‌آی‌اس: لس آنجلس و سردابه (The Vault) ظاهر شده‌است. او همچنین نقش اصلی را در فیلم باخا (Baja) بازی کرد. همچنین او و زر امیرابراهیمی در فیلم تاتامی نقش‌های اصلی را ایفا کرده‌اند.

## زندگی شخصی
مندی در لس آنجلس، کالیفرنیا زاده شد. او شیلیایی و ایرانی است. مندی به اسپانیایی، فرانسوی، فارسی و انگلیسی مسلط است. او دربارهٔ گرایش جنسی خود، گفته‌است: «اگر چیزی نزدیک به آنچه احساس می‌کنم وجود داشته باشد، آن چیز همه‌جنس‌گرایی خواهد بود. من عشق را به هر شکلی که باشد می‌پذیرم و عشق می‌دهم. این تنها عشق است.» مندی در قسمتی از پادکست قیچی کردن یک چیز نیست (Scissoring Isn't A Thing)، تأیید کرد که دارای خویشاوندی هم‌نیایی با نازنین مندی است.